# Tcherdakly
Tcherdakly (Чердаклы́) est une commune urbaine de Russie, chef-lieu de l'arrondissement (raïon) de Tcherdakly (qui comprend dix entités municipales) et de l'établissement urbain du même nom, située dans l'oblast d'Oulianovsk.

## Géographie
Tcherdakly se trouve à 35 km d'Oulianovsk dans une zone de steppe forestière sur la rive gauche du réservoir de Kouïbychev, au bord des lacs Pestchanoïé et Velikoïé. Le lac de Popovo se trouve au milieu du bourg.

## Nom
Il existe plusieurs versions de l'origine du nom du bourg de Tcherdakly. La première explique que son nom proviendrait du tatar « maison, lieu clos »; une autre du tatar tcherdak qui signifie « grange ouverte sur pilotis ». Une troisième version estime que les premiers habitants provenaient des villages de Maly Tcherdak et Bolchoï Tcherdak dans l'ouïezd de Saransk, d'où son premier nom: Tcherdaki.

## Histoire
Le village est fondé en 1688 par des soldats tatars au service de l'armée russe, originaires de l'ouïezd de Penza, sous le commandement de Souleïman Yangapov. Les premiers habitants sont des Tatars et des Mordves. Peu à peu, les habitants, en tant que cosaques et archers (streltsy), assurent la surveillance de la ligne de défense des territoires de la Kama contre les incursions des Nogaïs et des Kalmouks. Par la suite, le village perd sa signification militaire. En 1697, ils fondent, à 20 km sur la rivière Kalmaïour, le village de Kalmaïour.
En 1708, le village est intégré à l'ouïezd de Kazan dans le gouvernement de Kazan. En 1780, la province de Simbirsk est formée, et le village est rattaché à l'ouïezd de Stavropol. Le village est alors habité par 116 soldats, 4 paysans économiques, 8 paysans assujettis au iassak, 443 serfs de propriétaires et leurs familles.
En 1796, la province de Simbirsk devient le gouvernement de Simbirsk.
L'église de l'Intercession est construite en bois en 1848-1849 par les paysans. En 1851, le village fait partie de l'ouïezd de Stavropol dans le gouvernement de Samara. En 1859, il compte 2 527 habitants. Il devient le siège d'une volost en 1861, et l'appellation de Tcherdakly se confirme (au lieu de Pokrovskoïé Tcherdaki). En 1889, Tcherdakly dispose d'un établissement équestre militaire, d'un bureau d'huissier, d'une église, d'une école, d'un bureau de poste, d'un bazar (marché) et de quatorze moulins à vent. Il compte alors 3 246 habitants.
L'église de l'Intercession est reconstruite en pierre en 1895 selon les plans de l'architecte Viktor Ivanovski. La gare ferroviaire de Tcherdakly est ouverte en 1900 sur la ligne du chemin de fer de la Volga et de Bougoulminsk. En 1912, Tcherdakly compte 3 824 habitants, une église, deux écoles paroissiales, trois écoles de zemtsvo, un hôpital, une poste, une distillerie, un moulin à vapeur et quatorze moulins à vent, trois moulins à huile, quatre moulins de meunier, et un marché le dimanche.
En 1928, le village devient le siège administratif du raïon de Tcherdakly de l'oblast de la Moyenne-Volga. En 1930, il est le siège du soviet rural de Tcherdakly, qui comprend également les villages de Kotchetovka, Krouglinski, Loutch, Nijnie Novopoltsy, Petrovskie Vysselki, ainsi que le village autour de la gare, regroupant au total 4 743 habitants. Le kolkhoze « La Voie de Lénine » est formé en 1931. En 1968, il est réorganisé en sovkhoze « de la Volga ». D'autres kolkhozes existent également, tels que Partisan rouge, Kirov, Volodarsk et Chemin ouvert (de Boulganine).
Il fait partie de l'oblast d'Oulianovsk en janvier 1943. Lorsque les villages de Votma, Iourmanki et Erzovla sont inondés pour la formation du réservoir de Kouïbychev en 1952, leurs habitants sont relogés à Tcherdakly,.
Tcherdakly obtient son statut de commune urbaine en 1957. L'église de l'Intercession construite en 1889-1895 est démolie en 1958-1960. Lorsque les relations entre les religions et l'État se normalisent, la paroisse orthodoxe est de nouveau enregistrée en 1990. Elle fait acquisition d'un ancien hôtel donnant sur la place principale, qui abritait autrefois le presbytère, et fait construire une église à cet emplacement. La nouvelle église de l'Intercession est consacrée en 2001. Elle dépend de l'éparchie de Melekess.
En 1996, la population est de 11 400 habitants russes pour la plupart avec une minorité tatare. Tcherdakly devient le siège de l'établissement urbain du même nom en 2005.

## Population
Recensements (*) ou estimations de la population
| 1959* | 1970* | 1979*  | 1989*  | 2002*  | 2010*  | 2013   |
| ----- | ----- | ------ | ------ | ------ | ------ | ------ |
| 6 935 | 8 207 | 10 449 | 11 091 | 12 045 | 11 440 | 11 396 |

| 2014   | 2015   | 2016   | 2017   | 2021   | - | - |
| ------ | ------ | ------ | ------ | ------ | - | - |
| 11 442 | 11 463 | 11 482 | 11 477 | 12 084 | - | - |

## Enseignement
Tcherdakly dispose de deux écoles secondaires, d'un lycée professionnel, d'une école d'art pour la jeunesse, d'une école complémentaire, d'une école de sport.

## Économie
- Fabrique de confiserie de la compagnie Mars
- Usine de spiritueux
- FM Logistic
- Compagnie industrielle de la Moyenne-Volga (production de ponts roulants et de treuils).

## Lieux à visiter

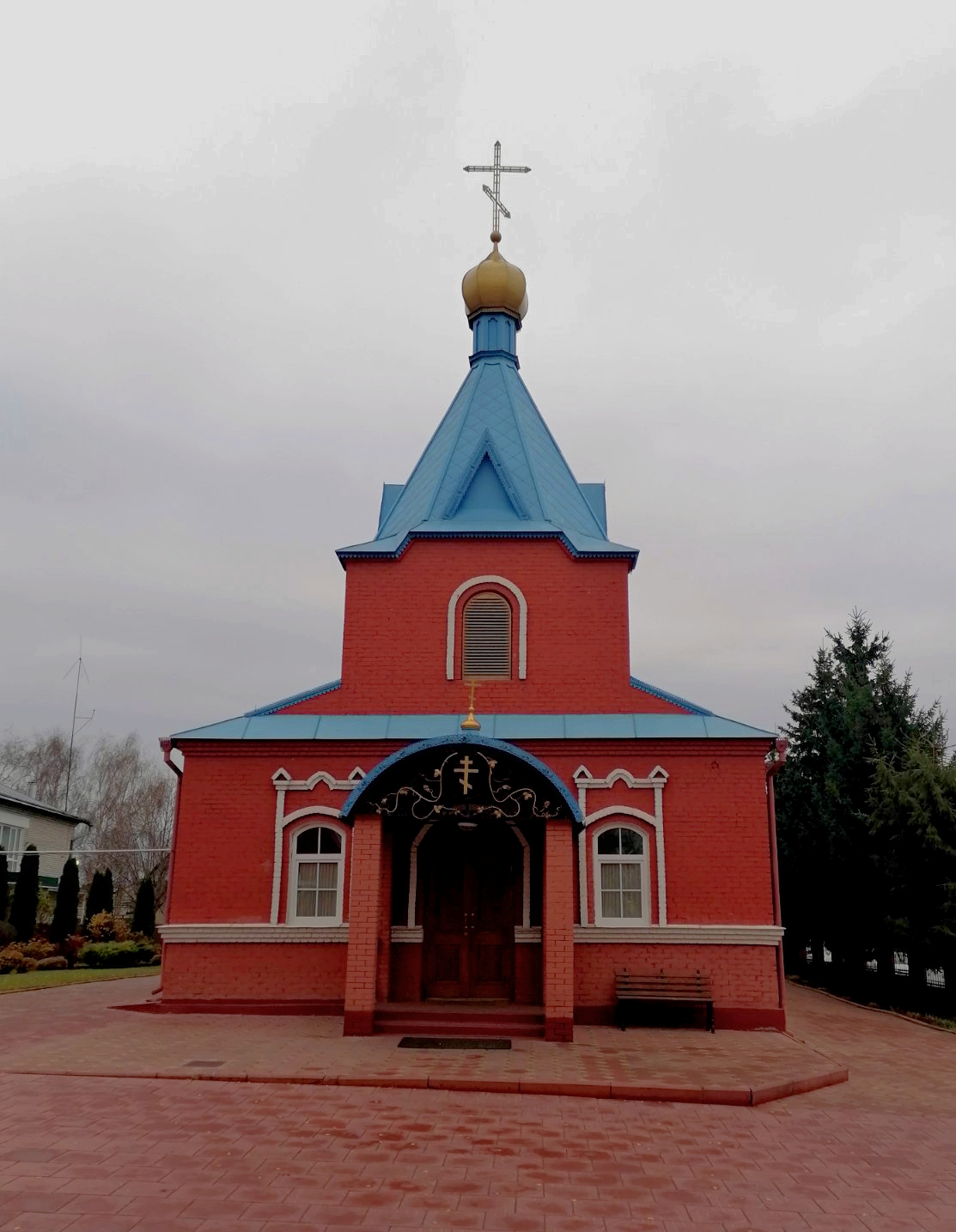
L'on trouve à côté de Tcherdakly des vestiges archéologiques (kourgans) de l'âge de bronze.
- Un nouveau musée, intitulé musée Fabergé, a ouvert en 2015[18].
- Obélisque érigé en l'honneur des 338 habitants tués au front pendant la Grande Guerre patriotique[19].
- Marais de Kotchkar (ООПТ n° 049)[20].
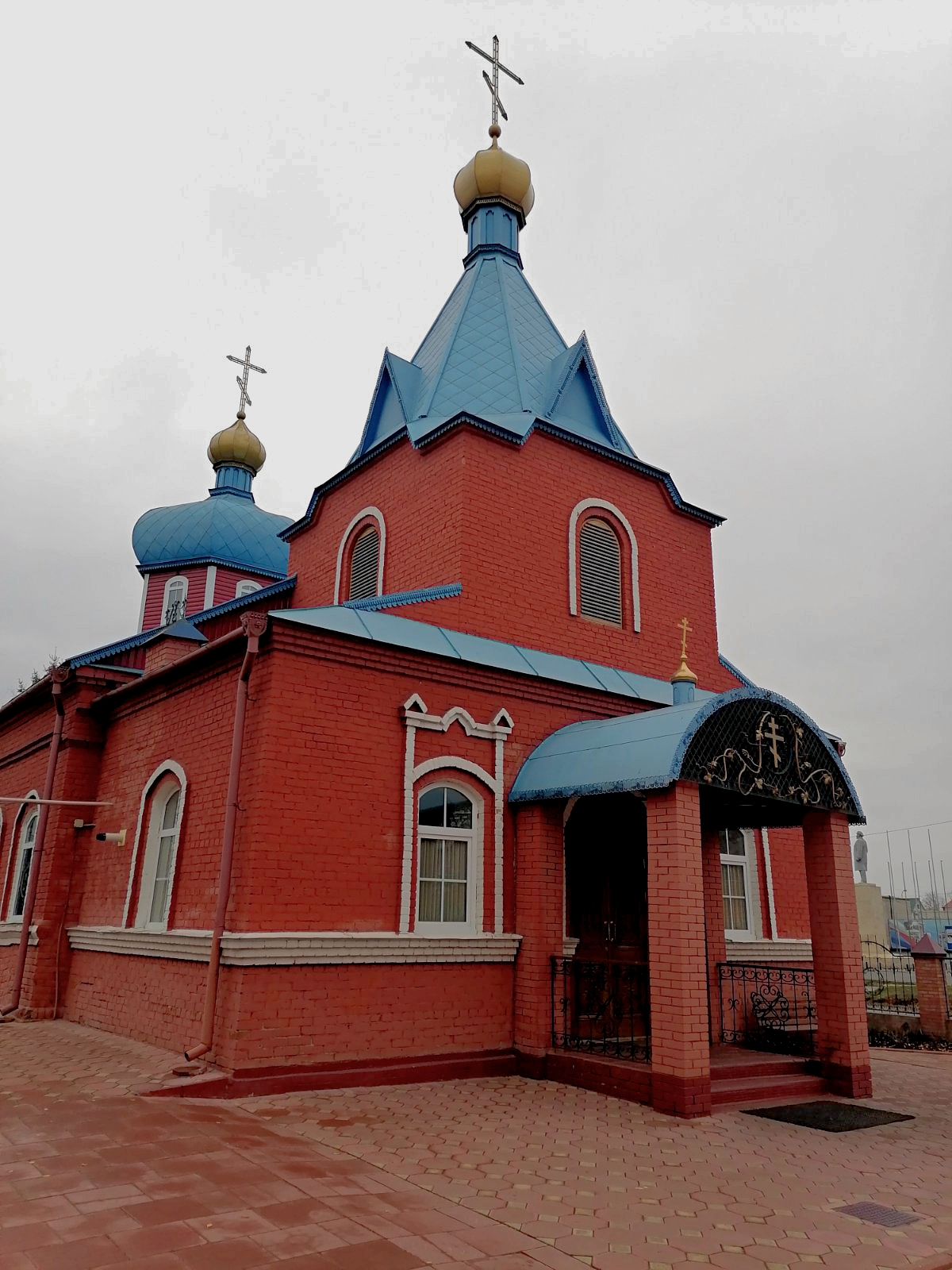
Lac Pestchanoïé (inscrit à la liste des territoires naturels protégés de l'oblast d'Oulianovsk, n° 006) [21].
- Église de l'Intercession.
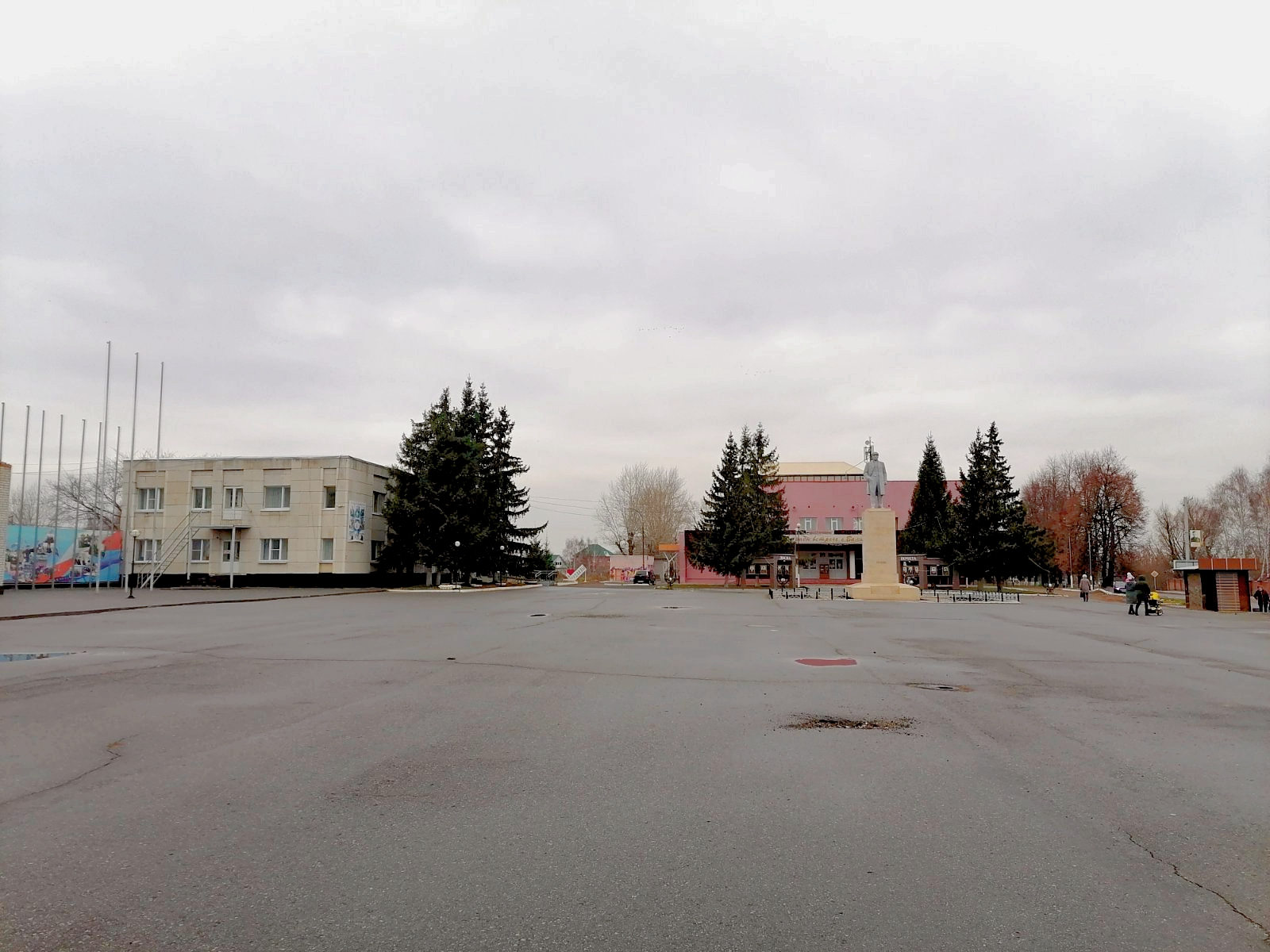
Statue de Lénine.
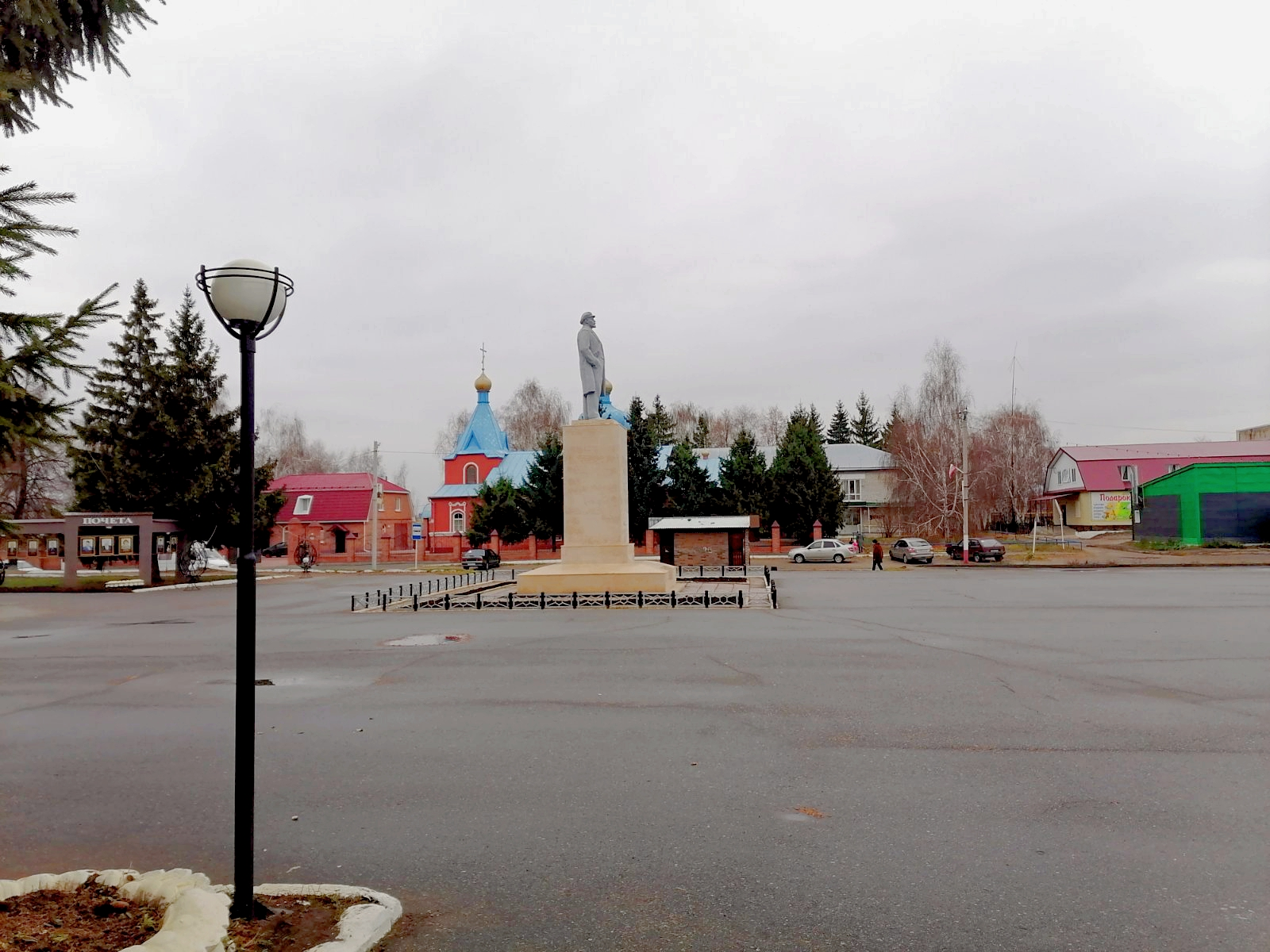
Place Lénine.
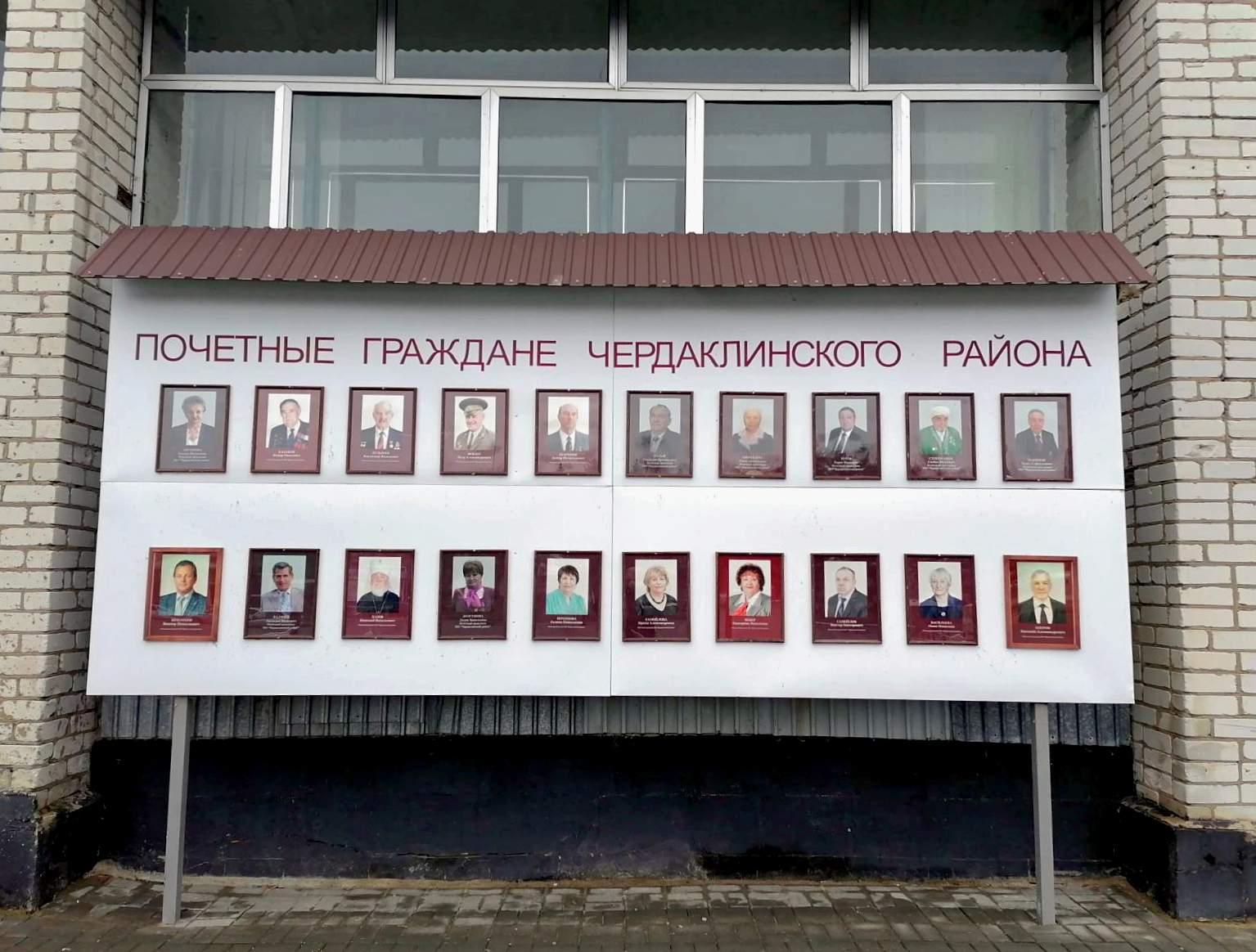
Tableau d'honneur de l'arrondissement.

- Église de l'Intercession.
- Église de l'Intercession.
- Place Lénine.
- Place Lénine.
- Tableau d'honneur de l'arrondissement.